# Wings (chanson de Little Mix)
Pour les articles homonymes, voir Wings.
Singles de Little Mix
Cannonball
(2011) DNA
(2012)
Wings (Ailes) est une chanson du groupe britannique Little Mix, écrite par le groupe en collaboration avec Erika Nuri, Heidi Rojas, Iain James, Michelle Lewis, Mischke Butler, Kyle Coleman, Christopher Dotson et les compositeurs TMS. Il s'agit du second single commercialisé par le groupe après avoir remporté la huitième saison du crochet télévisé The X Factor, et du premier single extrait du premier album du groupe, DNA (2012). Syco Music diffuse la chanson au Royaume-Uni pour la première fois sur BBC Radio 1 le 2 juillet 2012, et en téléchargement payant le 24 août 2012.

## Classements
Le 30 août 2012, Wings entre dans les classements musicaux irlandais directement à la première place. Il s'agit du deuxième single consécutif classé par Little Mix à la première place en Irlande, après le titre Cannonball en décembre 2011.
Wings apparaît également à la première place du classement UK Singles Chart au Royaume-Uni, avec 107 000 exemplaires vendus dès sa première semaine de parution. Il se classe aussi au New Zealand Singles Chart à la 17e place le 15 octobre 2012, certifié disque d'or au Recording Industry Association of New Zealand, avec 7 500 exemplaires vendus. En Australie, le titre est certifié triple disque de platine pour plus de 210 000 ventes.